# Allée des baobabs
De Allée des baobabs (Avenue of the Baobabs) is een groep baobabbomen die langs de Route nationale 8 tussen Morondava en Belon'i Tsiribihina staan.
Het opvallend landschap trekt bezoekers van over de gehele wereld en werd een tijdelijke beschermde status toegekend in juli 2007 door het ministerie van milieu, water en bossen, een eerste stap naar de erkenning als "nationaal natuurmonument".
Langs de weg staan over een afstand van 260 meter de resterende 20 à 25 baobabs, bomen van circa 30 meter hoog. In de nabije rijstvelden en weiden bevinden zich nog een 25-tal bomen van de soort Adansonia grandidieri, die endemisch zijn in Madgaskar.
De baobabbomen, sommigen tot 800 jaar oud, worden plaatselijk renala (Malagasi voor "moeder van het bos") genoemd en zijn de resten van wat ooit een dicht tropisch bos was. In de loop van de jaren werden door de groeiende plaatselijke bevolking de bossen gekapt voor de landbouw en enkel de baobabbomen bleven bewaard, deels uit respect en deels als plaatselijke bron van voeding en bouwmateriaal.
Het gehele gebied heeft geen status van nationaal park, waardoor de bomen worden bedreigd door de verdere ontbossing en de oprukkende rijstvelden en suikerrietplantages. Ondanks zijn populariteit als toeristische bescherming is er geen bezoekerscentrum of andere organisatie waardoor de lokale bevolking geen inkomsten heeft uit het toerisme. Conservation International is in juli 2011 een samenwerking met de lokale NGO Fanamby gestart met een ecotoerismeproject Projet Renala, gericht op de behoud van het gebied en de economische verbetering van de lokale gemeenschap.

## Le baobab amoureux
Ongeveer 7 kilometer ten noordwesten van de Allée des baobabs bevinden zich twee in elkaar gestrengelde baobabs van de endemische soort Andansonia za gekend als le baobab amoureux (de verliefde baobab). Volgens de legende waren er in de nabijgelegen twee dorpen een jongen en meisje die verliefd op elkaar werden. Ze konden echter niet met elkaar trouwen omdat zij in hun eigen dorp al toegewezen waren aan een andere partner. Ze riepen de hulp in van hun God en zo werden er twee bomen geboren die voor eeuwig in elkaar gestrengeld zouden samen blijven als teken van hun liefde.

## Externe link

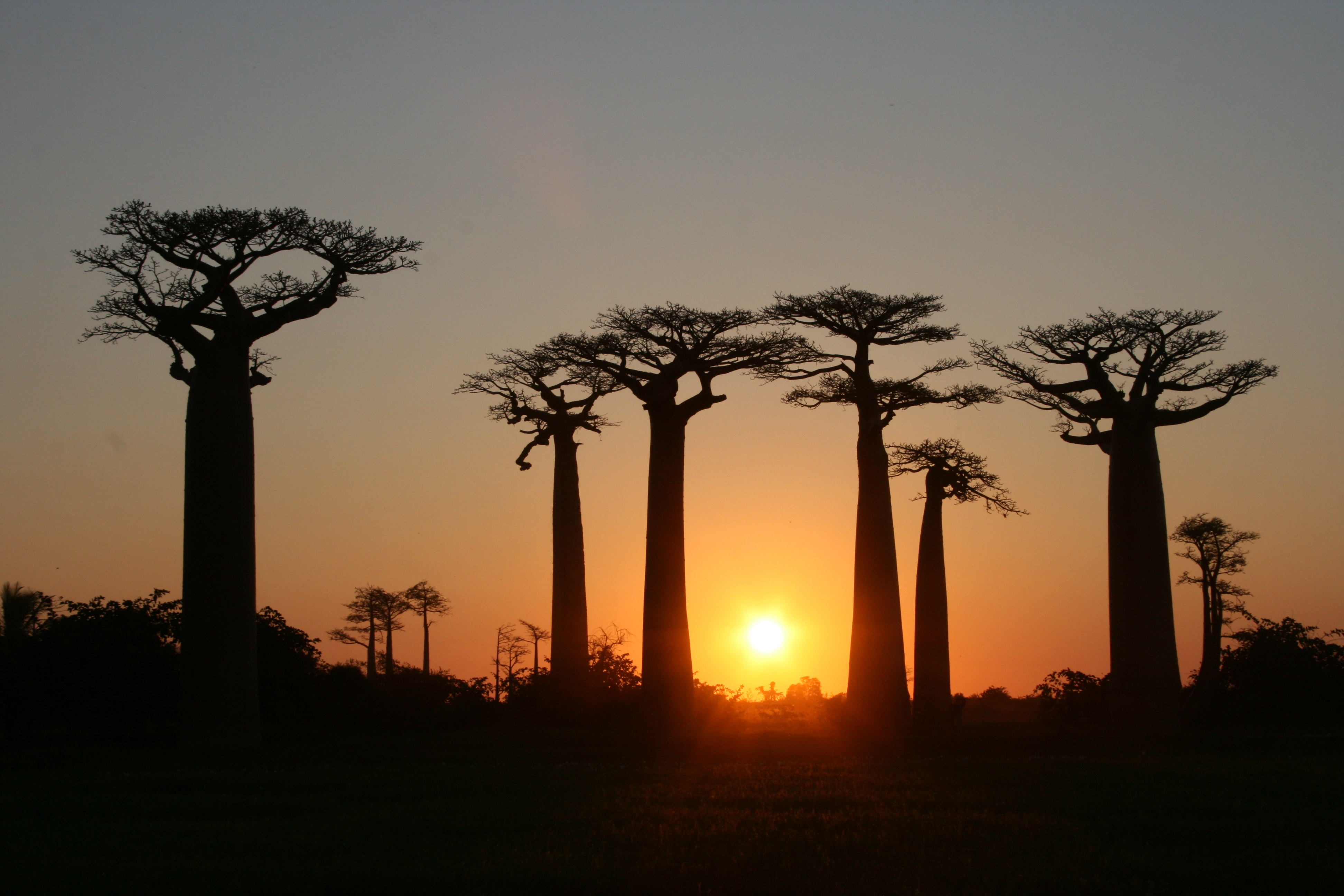
Allée des baobabs bij zonsondergang